# Государственный банк Вьетнама
Государственный банк Вьетнама (Госбанк Вьетнама) (вьет. Ngân hàng Nhà nước Việt Nam) — центральный банк Социалистической Республики Вьетнам, который является государственным органом при Правительстве и осуществляет государственное регулирование вьетнамской банковской системы.

## История
Банк был создан в мае 1951 года как Государственный банк Демократической Республики Вьетнам. Центральный банк был учреждён на базе Управления производственного кредита и Управления казначейства. После объединения Севера и Юга Вьетнама в 1976 году Госбанк был слит с Национальным банком Республики Южный Вьетнам. Тогда же был наделён правами министерства.
Банк осуществлял следующие функции: эмиссию денег и регулирование денежного обращения, краткосрочное кредитование всех отраслей экономики, долгосрочное кредитование сельскохозяйственных и других кооперативов, кассовое исполнение государственного бюджета, расчётно-кассовое обслуживание экономики, операции с иностранной валютой и драгоценными металлами, осуществление международных расчётов, руководство сберегательными кассами и сельской кредитной кооперацией.
Долгое время подавляющее большинство долгосрочных кредитов выдавалось сельскому хозяйству, в основном на покупку рабочего скота, сельскохозяйственного инвентаря и удобрений. Долгосрочные кредиты также предоставлялись рыболовецким и соледобывающим кооперативам, сбыто-снабженческой кооперации на строительство складов и магазинов и транспортным кооперативам на капитальный ремонт транспортных средств и приобретение оборудования.
Государственный банк Вьетнама до 1988 года совмещал функции центрального и коммерческого банка. В 1988 году во Вьетнаме началась реформа финансовой системы. Были созданы 4 государственных коммерческих банка (в том числе Vietinbank), которым были переданы функции кредитования отраслей экономики. Госбанк с этого момента начал выполнять только функции центрального банка.

## Функции
Государственный банк Вьетнама осуществляет государственное регулирование деятельности кредитных организаций, является банком банков. Центральный банк осуществляет эмиссию банкнот и разменных монет вьетнамского донга. Госбанк оказывает денежные услуги Правительству, способствует стабильности банковской системы. Госбанк Вьетнама осуществляет выдачу и отзыв лицензий на осуществление банковской деятельности.
Государственный банк Вьетнама имеет статус правительственного органа. Деятельностью его руководит Центральный банковский совет из 8 членов Правительства. Это свидетельствует о том, что Государственный банк Вьетнама не имеет реальной независимости и несёт ответственность за финансирование бюджетного дефицита.

## Управляющие
Главой Государственного банка Вьетнама является председатель правления, назначаемый премьер-министром страны. Заместители председателя также назначаются премьер-министром по рекомендации главы Госбанка Вьетнама. Председатель и его заместители назначаются на 5-летний срок.
- 2011—2016 Нгуен Ван Бинь (Nguyễn Văn Bình)

## Денежно-кредитная политика
Денежный рынок во Вьетнаме недостаточно развит, в связи с чем Госбанк не имеет возможности использовать косвенные инструменты денежно-кредитной политики. Поэтому на практике центральный банк Вьетнама применяет прямой метод монетарной политики — лимиты роста кредитования. Данный инструмент используется для контроля темпов роста денежной массы в обращении и сокращения инфляции.
В 1994 году сильно выросла инфляция: так в 1993 году темп роста инфляции был равен 5,3 %, а в 1994 году он составил 14,4 %. Одновременно увеличился объём предложения денег и выданных кредитов банками. Для обуздания инфляции и контроля за обращением денежных средств был применён метод лимитов кредитования. Сначала инструмент был распространён на 4 государственных коммерческих банка, а впоследствии и на акционерные коммерческие банки и филиалы крупных иностранных банков. Благодаря применению лимитов кредитования, удалось снизить рост инфляции, и в 1996—1998 годах он не превышал 10 %. Так как инструмент носил административный характер и не распространялся на большинство коммерческих банков (что привело к неравенству в конкуренции), во II квартале 1998 года было принято решение не использовать лимиты кредитования в качестве постоянного инструмента проведения денежно-кредитной политики, а обращаться к нему лишь в случае необходимости.